# Eleição presidencial no Brasil em 1906
A eleição presidencial brasileira de 1906 foi a quinta eleição presidencial e a quarta eleição presidencial direta. Foi realizada em 1º de março nos vinte estados da época e no Distrito Federal.

## Contexto Histórico
Rodrigues Alves chegou ao cargo presidencial graças ao bem articulado funcionamento dos mecanismos políticos das oligarquias que tomavam conta do poder. Apoiado pelos partidos de Minas e São Paulo, o   presidente aproveitou o bom momento da economia nacional para empreender uma série de obras públicas que pretendiam modernizar os grandes centros urbanos e prédios públicos do país.
Em seu governo ocorreu a campanha de vacinação obrigatória contra a varíola, promovida pelo médico sanitarista e ministro da Saúde Osvaldo Cruz. A obrigatoriedade de vacinação provocou uma revolta popular que ficou conhecida como Revolta da Vacina, movimento ocorrido em 1904, com a adesão também dos alunos da Escola Militar da Praia Vermelha, que acabou sendo fechada. Rodrigues Alves promoveu a reforma urbana da então capital federal, a cidade do Rio de Janeiro, realizada sob os planos do seu prefeito, o engenheiro Pereira Passos, que incluiu, além do remodelamento da cidade, a melhoria de estradas de ferro e a construção do Teatro Municipal do Rio de Janeiro.
Sua administração financeira foi muito bem sucedida. O presidente dispunha de muito dinheiro, já que seu governo coincidiu com o auge do ciclo da borracha no Brasil, cabendo ao país 97% da produção mundial. Em 1903, Rodrigues Alves comprou a região do Acre da Bolívia, pelo Tratado de Petrópolis - processo conduzido pelo então diplomata José Maria da Silva Paranhos Júnior (barão do Rio Branco), assim encerrando a Guerra do Acre. A Questão foi resolvida com diplomacia e não pelas armas, como esperava o então jovem sargento Getúlio Vargas . Com a patente de sargento, Getúlio participou da Coluna Expedicionária do Sul, que se deslocou para Corumbá, em 1902, durante a disputa entre a Bolívia e o Brasil pela posse do Acre.
Deixou a presidência com grande prestígio, sendo chamado "o grande presidente". Apoiou para a sua sucessão presidencial seu vice-presidente: Afonso Pena.

## Processo eleitoral da República Velha (1889-1930)
De acordo com a Constituição de 1891 que vigorou durante toda a República Velha (1889-1930), o direito ao voto foi determinado a todos os homens com mais de 21 anos que não fossem analfabetos, religiosos e militares. Mesmo tendo o direito de voto estendido a mais pessoas, pouca parcela da população participava das eleições. A Constituição de 1891 também declarou que todas as eleições presidenciais seriam realizadas em 1º de março. A eleição para presidente e vice eram realizadas individualmente, e o mesmo poderia se candidatar para presidente e vice.
Durante a República Velha, o Partido Republicano Paulista (PRP) e o Partido Republicano Mineiro (PRM) fizeram alianças para fazer prevalecer seus interesses e se revezarem na Presidência da República, assim, esses partidos na maioria das vezes estiveram a frente do governo, até que essas alianças se quebrassem em 1930. Essas alianças são chamadas de política do café com leite.
Nessa época, o voto não era secreto, e existia grande influência dos coronéis - pessoas que detinham o Poder Executivo municipal, e principalmente o poder militar da região. Os coronéis praticavam a fraude eleitoral e obrigavam as pessoas a votarem em determinado candidato. Com isso, é impossível determinar exatamente os resultados corretos.

## Candidaturas
Para presidente, cento e dois (102) nomes foram sufragados, destacando-se o advogado mineiro Afonso Pena pela situação,  sendo este um ex-membro do Partido Conservador do período monárquico que somente se filiou a um partido republicano (o Partido Republicano Paulista) após a proclamação da república, e o senador maçônico Lauro Sodré, um republicano histórico que era o principal candidato da oposição. Para vice-presidente, duzentos e cinco (205) nomes foram sufragados, entre eles o advogado maçônico Nilo Peçanha e o diplomata Alfredo Varela.

## Resultados
O candidato Afonso Pena ganhou o pleito após seu adversário Lauro Sodré abandonar a disputa antes da votação. Mesmo assim, Sodré obteve 4.865 votos (1,65% dos votos). A princesa Isabel do período monárquico recebeu seis (6) votos para presidente e um (1) voto para vice-presidente. Seis (6) eleitores votaram em José Cândido Rodrigues, e humoristicamente lhe conferiram os títulos de bispo, rei, czar, marechal, barão e papa na cédula de votação. A população aproximada em 1906 era de vinte milhões de pessoas (20.000.000), sendo um milhão e trezentos e cinquenta e sete (1.357.000) eleitores, dos quais compareceram trezentos mil (300.000), representando 1,5% da população e 22,1% dos eleitores.
| Eleição para presidente do Brasil em 1906 | Eleição para presidente do Brasil em 1906 | Eleição para presidente do Brasil em 1906 | Eleição para vice-presidente do Brasil em 1906 | Eleição para vice-presidente do Brasil em 1906 | Eleição para vice-presidente do Brasil em 1906 |
| Candidato                                 | Votos                                     | Porcentagem                               | Candidato                                      | Votos                                          | Porcentagem                                    |
| ----------------------------------------- | ----------------------------------------- | ----------------------------------------- | ---------------------------------------------- | ---------------------------------------------- | ---------------------------------------------- |
| Afonso Pena                               | 288.285                                   | 97,92%                                    | Nilo Peçanha                                   | 272.529                                        | 92,96%                                         |
| Lauro Sodré                               | 4.865                                     | 1,65%                                     | Alfredo Varela                                 | 618                                            | 0,21%                                          |
| Rui Barbosa                               | 207                                       | 0,07%                                     | Rui Barbosa                                    | 211                                            | 0,07%                                          |
| Outros                                    | 1.044                                     | 0,35%                                     | Outros                                         | 19.812                                         | 6,76%                                          |
| Votos nominais                            | Votos nominais                            | 294.401                                   | Votos nominais                                 | Votos nominais                                 | 293.170                                        |
| Votos brancos/nulos                       | Votos brancos/nulos                       | 5.599                                     | Votos brancos/nulos                            | Votos brancos/nulos                            | 6.830                                          |
| Total                                     | Total                                     | 300.000                                   | Total                                          | Total                                          | 300.000                                        |
| Fonte:                                    |                                           |                                           |                                                |                                                |                                                |

Nota geral: os valores são incertos (ver processo eleitoral).